# Reichsstraße 333
Die Reichsstraße 333 (R 333) war bis 1945 eine Staatsstraße des Deutschen Reichs, die vollständig in den heutigen österreichischen Bundesländern Kärnten, Steiermark und Burgenland verlief. Die Straße nahm ihren Anfang am Loiblpass, führte (heutige Loiblpass Straße B 91) von dort über Klagenfurt und Völkermarkt, wo die Reichsstraße 334 und die Reichsstraße 335 abzweigten, Twimberg, auf der heutigen Packer Straße B 70 den Packsattel und Voitsberg nach Graz und von dort (heutige Gleisdorfer Straße) B 65 weiter über Gleisdorf und Fürstenfeld zur heutigen österreichisch-ungarischen Grenze hinter Heiligenkreuz im Lafnitztal.
Ihre Gesamtlänge betrug rund 251 Kilometer.